# Sebastiano (generale romano)
Sebastiano (latino: Sebastianus; ... – Adrianopoli, 9 agosto 378) è stato un generale romano, morto nella battaglia di Adrianopoli durante la Guerra gotica.

## Biografia
Sebastiano era dux Aegypti nel 356-358: in quel periodo era in corso uno scontro tra gli ariani e i niceni, e Sebastiano si schierò dalla parte del vescovo ariano Giorgio di Alessandria, costringendo i sostenitori del concilio di Nicea ad abbandonare le loro chiese. Atanasio di Alessandria affermò di essere stato più volte maltrattato da Sebastiano, che accusava di avere simpatie per il Manicheismo.
Prese poi parte, come comes, alla campagna contro i Sasanidi dell'imperatore Giuliano (estate 363). A Carre l'imperatore affidò a Sebastiano e a Procopio il comando di un contingente, con l'ordine di dirigersi in Armenia, unirsi al re Arsace, e ricongiungersi con Giuliano in Assiria. Giuliano morì prima del loro incontro, e quando Sebastiano e Procopio arrivarono a Tilsafata, tra Nisibi e Singara, l'esercito aveva già scelto Gioviano come nuovo augusto. L'oratore Libanio suggerisce che l'arrivo dei rinforzi fu ostacolato dalla rivalità tra Sebastiano e Procopio, ma secondo gli studiosi moderni la ragione fu la presenza dell'esercito del re sasanide Sapore II nell'area del Tigri. Partecipò inoltre alla campagna suebo-sarmatica dell'anno 375 contro i Quadi, a fianco dell'imperatore.
Era così popolare presso i soldati che, quando l'imperatore Valentiniano I morì, nel 375, si temette che Sebastiano venisse proclamato imperatore dall'esercito.
In seguito Sebastiano entrò nella corte dell'imperatore d'Occidente Graziano, per poi lasciarla nel 378 a causa degli intrighi degli eunuchi. L'imperatore d'Oriente Valente, che si trovava a dover affrontare l'invasione dei Goti di Fritigerno con delle truppe inaffidabili, chiamò Sebastiano per occuparsi dell'organizzazione dell'esercito, nominandolo magister peditum. Sebastiano scelse allora duemila soldati, che addestrò e comandò personalmente. Si avvicinò alle città prese dai barbari, tenendo sempre l'esercito al sicuro da attacchi improvvisi; quando i barbari tentavano delle sortite per procurarsi il cibo, Sebastiano li sorprendeva massacrandoli; neanche quelli che ritornavano carichi di bottino dalle incursioni scampavano, così come venivano uccisi quelli che venivano trovati ubriachi e si lavavano nel fiume Ebro (moderno Marica, Bulgaria).
I successi di Sebastiano obbligarono i barbari a rintanarsi nelle città, ma causarono anche l'invidia dei funzionari della corte imperiale; lo stesso Valente, probabilmente, dubitò della fedeltà di Sebastiano. Valente decise allora di affrontare in campo aperto i Goti; non è chiaro se Sebastiano gli avesse consigliato di aspettare i rinforzi di Graziano, come dice lo storico Zosimo, o al contrario di attaccare, come racconta Ammiano Marcellino contrapponendolo al magister equitum Vittore. Fatto sta che Valente scelse di attaccare i Goti e venne sconfitto e ucciso nella Battaglia di Adrianopoli,  il 9 agosto 378; in questo scontro l'intero esercito romano venne annientato e trovò la morte anche Sebastiano.